# Knaffel

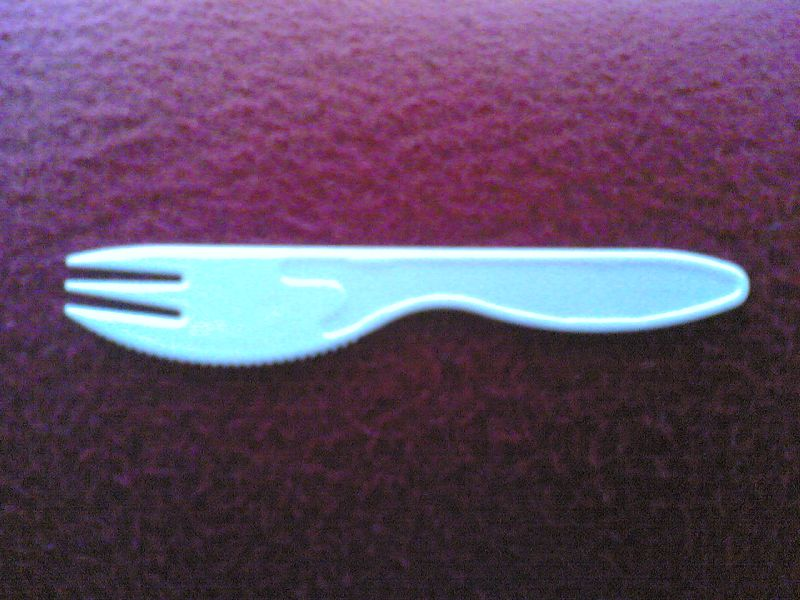
Knaffel

Knaffel är ett köksredskap som har den kombinerade funktionen hos en kniv och en gaffel. Ibland kallas redskapet vid sin engelska benämning för knork.
Redskapet är uppfunnet av Mike Miller ägare av Phantom Enterprise, som bildade namnet ”knork” som ett teleskopord av de engelska orden knife och fork.